# Arnold (osebno ime)
Arnold je moško osebno ime.

## Izvor imena
Ime Arnold je nemškega izvora in izhaja iz starovisokonemških besed aro, arn v pomenu besede »orel« in waltan »vladati« 

## Različice imena
- moške različice imena: Arnald, Arnaldo, Arne, Arnel, Arni, Arno
- ženska različica imena: Arnela, Arnesa

## Pogostost imena
Po podatkih Statističnega urada Republike Slovenije je bilo na dan 31. decembra 2007 v Sloveniji število moških oseb z imenom Arnold: 17.

## Osebni praznik
V koledarju je ime Arnold zapisano 18. julij (Arnold, škof † 18. julija okoli leta 800).

## Zanimivost
Škof Arnold (god 18. jul.) je zavetnik glasbenikov in izdelovalcev citer.

## Znane osebe
- Arnold iz Brescie (~1090—1155), italijanski reformator iz 11. stoletja
- Arnold Rikli, začetnik zdraviliškega turizma na Bledu